# Grezzana
Grezzana – miejscowość i gmina we Włoszech, w regionie Wenecja Euganejska, w prowincji Werona.
Według danych na rok 2004 gminę zamieszkiwały 10 043 osoby, 193,1 os./km².